# Aoplus mustela
Aoplus mustela är en stekelart som först beskrevs av Joseph Kriechbaumer 1895.  Aoplus mustela ingår i släktet Aoplus och familjen brokparasitsteklar. Inga underarter finns listade i Catalogue of Life.